# George Peabody Gooch
George Peabody Gooch (ur. 21 października 1873 w Londynie, zm. 31 sierpnia 1968) – brytyjski historyk, dziennikarz, działacz Partii Liberalnej.
Kształcił się w Eton College, King’s College London i Trinity College na Uniwersytecie Cambridge. W 1954 odznaczony Pour le Mérite za Naukę i Sztukę.

## Wybrane publikacje
- English Democratic Ideas in the Seventeenth Century (1st ed. 1898, 2nd ed. 1927, 3rd ed. 1959)
- A History of Our Time, 1885–1911
- History and Historians in the Nineteenth Century (1913) Second rev. ed. (1952).  New ed. with new historical survey and Preface. (1959)
- The Races of Austria–Hungary (1917)
- Germany and the French Revolution (1920)
- A History of Modern Europe, 1878–1919 (1923)
- Franco-German Relations 1871–1914: The Creighton Lecture for 1923 (1923)
- Germany (1926)
- Recent Revelations of European Diplomacy (1927)
- Origins of the War, with Harold Temperley
- Frederic the Great. (New York 1947)  (German edition Göttingen 1951)
- Studies in German History. (London 1948)
- Maria Theresa, and Other Studies (1951)
- Under Six Reigns (1958)
- Catherine the Great, and Other Studies (1966)
- Life of Lord Courtney

## Publikacje w języku polskim
- Czasy teraźniejsze : podręcznik dla czytelników gazet : szkic historyi wydarzeń politycznych w ostatniem ćwierćwieczu aż po dni dzisiejsze, oprac. Kazimierz Ehrenberg na podstawie książki G. P. Goocha: "History of our time" oraz roczników Achilla Viallate: "La vie politique dans les deux mondes" z uzupełniającem opracowaniem spraw polskich,	Warszawa: "Świat" 1913.
- Słowo wstępne [w:] Współcześni historycy brytyjscy. Wybór z pism, oprac. i przedmową zaopatrzył Jerzy Z. Kędzierski, słowo wstępne G. P. Gooch, Londyn: B. Świderski 1963, s. XI-XIV.
- "Ze studiów nad historią Niemiec": Dług Niemiec wobec Rewolucji Francuskiej. "Szkice francuskie: Prorocy i Pionierzy": Condorcet i doskonalenie człowieka, przeł. Marian Kukiel [w:] Współcześni historycy brytyjscy. Wybór z pism, oprac. i przedmową zaopatrzył Jerzy Z. Kędzierski, słowo wstępne G. P. Gooch, Londyn: B. Świderski 1963, s. 227-268.